# Хаумеа (мифология)
Хаумеа (гав. Haumea) — гавайская богиня плодородия родом из Нуумеалани, священной страны богов. Сестра Кане и Каналоа; в других мифах — жена бога Кане. Имела большое потомство: была матерью богини вулканов Пеле, бога войны Кекауакахи, богини-покровительницы острова Гавайи и танца хула Хииака. Согласно другим легендам, Хаумеа отождествлялась с богиней Папа, жены Вакеа, который считался прародителем гавайской аристократии — алии. Вместе они почитались как прародители всех гавайцев. Считалась одним из самых почитаемых божеств Гавайских островов.
Существует множество легенд, посвященных богине. Согласно им, Хаумеа обладала способностью омоложения: состарившись, она каждый раз превращалась в молодую девушку, чтобы выйти замуж за одного из своих сыновей или внуков и, таким образом, продолжить человеческий род (всего было шесть таких перевоплощений). Но однажды гавайцы узнали о её происхождении, и разозлившаяся Хаумеа навсегда перестала жить со своими человеческими отпрысками.
Хаумеа также была покровительницей деторождения. В одной из легенд рассказывается, как однажды забеременела Мулеиула, дочь гавайского вождя. Услышав её сильные стоны при родах, Хаумеа узнала, что смертные люди могут рожать детей только через кесарево сечение (её же дети родились из различных частей тела). Она сделала специальное болеутоляющее зелье из цветков дерева амбареллы и дала его выпить Мулеиуле. Затем Хаумеа помогла ей родить ребёнка естественным путём. С тех пор женщины рожают через канал шейки матки и влагалище.
Согласно представлениям древних гавайцев, Хаумеа никогда не была обделена едой, так как владела магической палкой макалеи, которой ловила рыб. Кроме того, она владела садом, в котором произрастали магические деревья, дававшие своим хозяевам всё, что они пожелали. Часть этих деревьев она передала своим земным детям, например, рыбное дерево, плоды которого, падая в океан, превращались в живую рыбу. Одной из физических форм воплощения богини было хлебное дерево. Кроме того, Хаумеа могла прятаться в деревьях. Так, однажды, она спряталась в дереве со своим мужем Вакеа, которого преследовали жители, чтобы затем принести его в жертву богам
Хотя Хаумеа преимущественно созидающая богиня, она также приносила и разрушения. Так, в одной из легенд она вызывает на земле страшный голод, а её дочь Пеле всё разрушает на своём пути.
17 сентября 2008 года Международный астрономический союз назвал в честь богини карликовую планету в Солнечной системе. Её спутники — Намака и Хииака — были названы в честь детей богини.